# Medaglia ai benemeriti della scienza e della cultura
La medaglia ai benemeriti della scienza e della cultura è un riconoscimento della Repubblica Italiana istituito con la legge n. 1093 del 16 novembre 1950.

## Finalità
Premiare i titoli di particolare benemerenza nel campo accademico e della ricerca.

## Struttura
Sulle proposte esprime un parere una Commissione, nominata e presieduta dal Ministro dell'università e della ricerca Scientifica e Tecnologica.

## Destinatari
Rettori, direttori di istituti universitari e di ricerca, studiosi di chiara fama.

## Classi o gradi
3: medaglia d'oro, d'argento e di bronzo, corrispondenti a diplomi di benemerenza di I, II e III classe.

## Modalità dei conferimenti
Decreto del Presidente della Repubblica, su proposta del Ministro dell'università e della ricerca Scientifica e Tecnologica.